# Lambertus en Valerius
Lambertus en Valerius  (±600 - ±685) zijn twee rooms-katholieke heiligen en waren beiden benedictijner monnik en leerling van de apostel van Henegouwen, de heilige Ghislenus. Zij waren actief in de Henegouw, ruwweg het huidige zuidwesten van België en het noorden van Frankrijk. Zij kwamen in 648 aan in de Henegouw en ondersteunden hun leermeester, Ghislenus, met de bekering van het volk en het propaganderen van het monastieke leven.
Behalve het feit dat ze asceten waren en leerlingen van Ghislenus is er niet meer over hen bekend.
Hun feestdag valt op 9 oktober, samen met de heilige Ghislenus. Valerius wordt ook wel Bellerius, Berlerus of Beriher genoemd.